# Sudipta Sengupta
Pour les articles homonymes, voir Sengupta.
Sudipta Sengupta est une géologue et alpiniste indienne, connue du grand public notamment pour son livre Antarctica où elle raconte sa participation à des expéditions scientifiques dans le « Continent Blanc ».
Professeur de géologie structurale à l'Université de Jadavpur, Calcutta, auteur de nombreuses publications dans des revues spécialisées, elle a reçu en 1991, pour ses contributions à l'étude de la Terre, de l'atmosphère, et de l'océan, le prix Shanti Swarup Bhatnagar de sciences et technologie, l'une des plus hautes récompenses scientifiques indiennes, décernée par The Council of Scientific and Industrial Research. Elle accorde également de nombreuses interviews à la télévision sur les géosciences.  

## Milieu familial
Sengupta est née à Calcutta, en Inde ; elle est la fille de Jyoti Ranjan Sengupta et Pushpa Sengupta. Son père est météorologue. La famille a vécu en Inde et au Népal.

## Carrière scientifique
Sudipta Sengupta obtient son doctorat à l'Université de Jadavpur en 1972, et travaille comme géologue au Geological Survey of India entre 1970 et 1973. En 1973, elle reçoit la prestigieuse bourse de la Royal Commission for the Exhibition of 1851 du Royaume-Uni et effectue des travaux de recherche postdoctorale pendant les trois années suivantes à l'Imperial College de Londres. En 1977, elle rejoint l'Institut de géologie de l'Université d'Uppsala, en Suède, en tant qu'enseignante pendant six mois et mène ensuite des recherches en tant que scientifique invitée dans le cadre du Projet international de géodynamique supervisé par le professeur Hans Ramberg. À son retour en Inde en 1979, elle retrouve le Geological Survey of India en tant que géologue senior. Dès 1982, elle enseigne à l'Université de Jadavpur, jusqu'au moment de sa retraite. Elle se souvient : « Pendant les 15 premières années de ma vie, raconte Sengupta, il n'y avait pratiquement pas de femme dans la classe - la plupart du temps aucune »,. 

## Alpinisme
En tant qu'alpiniste Sudipta Sengupta est formée à l'Institut d'alpinisme de l'Himalaya par Tensing Norgay le premier homme, avec Edmund Hillary, à escalader le mont Everest, en 1953. Elle participe à de nombreuses expéditions d'alpinisme en Inde et en Europe, dont une expédition exclusivement féminine sur un pic qui n'avait pas encore été nommé dans la région de Lahaul, et qui a ensuite reçu le nom de mont Lalona (6 265 mètres d'altitude).
Sengupta déclare avoir beaucoup appris en montagne : « les gens sont les mêmes partout, ils sont fondamentalement bons et secourables », même si « voir une fille indienne se déplacer avec un marteau était très nouveau pour eux ».

## Expéditions et recherches en Antarctique
En 1983, Sudipta Sengupta est sélectionnée comme membre de la troisième expédition indienne en Antarctique et mène des études géologiques pionnières dans les collines Schirmacher de l'Antarctique oriental. Sudipta Sengupta et Aditi Pant (en), spécialiste de biologie marine, sont les premières femmes scientifiques indiennes à participer à une expédition en Antarctique,,. En 1989, elle se rend en Antarctique pour la deuxième fois en tant que membre de la neuvième expédition indienne en Antarctique. Son travail dans les collines de Schirmacher est considéré d'une importance fondamentale. Dans la majeure partie de ses recherches en géologie structurale, le professeur Sudipta Sengupta combine des études géologiques sur le terrain et des expériences en laboratoire ainsi que des analyses théoriques. Ses études ont porté sur des terrains variés, parmi lesquels les structures précambriennes de l'Inde péninsulaire, les Highlands écossais, les Calédonides scandinaves et l'Antarctique oriental.
Evoquant son expérience en Antarctique elle dit que les préjugés sexistes des géologues avaient cours également sur ce continent. «L'Antarctique était un bastion masculin», raconte S. Sengupta. Elle se souvient que des hommes plaisantaient sur le fait qu'une femme ne pouvait pas se passer d'un salon de beauté en Antarctique. En 1982, elle avait demandé à rejoindre une expédition indienne en Antarctique mais sa demande avait été rejetée dans un premier temps parce qu'elle était une femme. La première femme britannique participant à une expédition scientifique en Antarctique, Janet Thomson (en) (née en 1942), avait dû surmonter des obstacles comparables.
Lors de ces deux expéditions, le voyage en mer dure un mois. Une fois à terre, l'équipage doit travailler sous le blizzard et sous un soleil qui ne se couche jamais. Dans les années 1980, l'Inde n'a en Antarctique qu'une seule station de recherche — Dakshin Gangotri — qui n'est plus en fonction et qui est entièrement enterrée dans la glace. La base Maitri était déjà opérationnelle à ce moment-là dans l'Oasis de Schirmacher (en) en Antarctique oriental et demeure une station de recherche active.
Son livre Antarctica (écrit en bengali) est un best-seller au Bengale.

## Récompenses
Elle a reçu le prix Bhatnagar pour l'excellence scientifique du gouvernement indien. Elle est membre de l'Indian National Science Academy. Le professeur Sengupta a également reçu le National Mineral Award et le Antarctica Award du gouvernement indien, ainsi que de nombreux autres prix tels que le Profession and Career Award du Lady Study Group.